# Amami
L'amami (島口, シマユムタ, Shimayumuta), dit igualment Amami Ōshima o simplement Ōshima ('Illa Gran'), és una llengua ryukyuenca que es parla a les illes Amami, al sud de Kyūshū (Japó). La varietat meridional pròpia de Setouchi podria ser una llengua diferent més pròxima a les llengües d'Okinawa que a l'amami septentrional. Com que l'amami no gaudeix de reconeixement com a llengua al Japó, oficialment és conegut com a dialecte de les Amami (奄美方言, Amami Hōgen). Té uns 12.000 parlants.